# یوهان ویلهلم پریر
یوهان ویلهلم پریر (زاده ۱۹ ژوئیه ۱۸۰۳ - درگذشته ۲۰ فوریه ۱۸۸۹) نقاش طبیعت بی‌جان آلمانی و از نقاشان مکتب نقاشی دوسلدورف بود.

## سنین جوانی و تحصیل
یوهان ویلهلم پریر در ریدیت آلمان متولد شد و در منطقه قدیمی شهر اشوایلر بزرگ شد. پدرش تاجر بود. او یک خواهر، لوئیز، و یک برادر به نام گوستاو داشت که او نیز یک نقاش بود.
از سال ۱۸۸۲، پرایر در مدرسه هنر دوسلدورف نزد پیتر فون کورنلیوس هنر آموخت و دانشجوی ارشد فریدریش ویلهلم شادو شد. وی تحصیلات خود را در سالهای ۱۸۳۵ تا ۱۸۴۳ در هلند، مونیخ، شمال ایتالیا و سوئیس ادامه داد. سرانجام او در سال ۱۸۴۴ به دوسلدورف بازگشت.

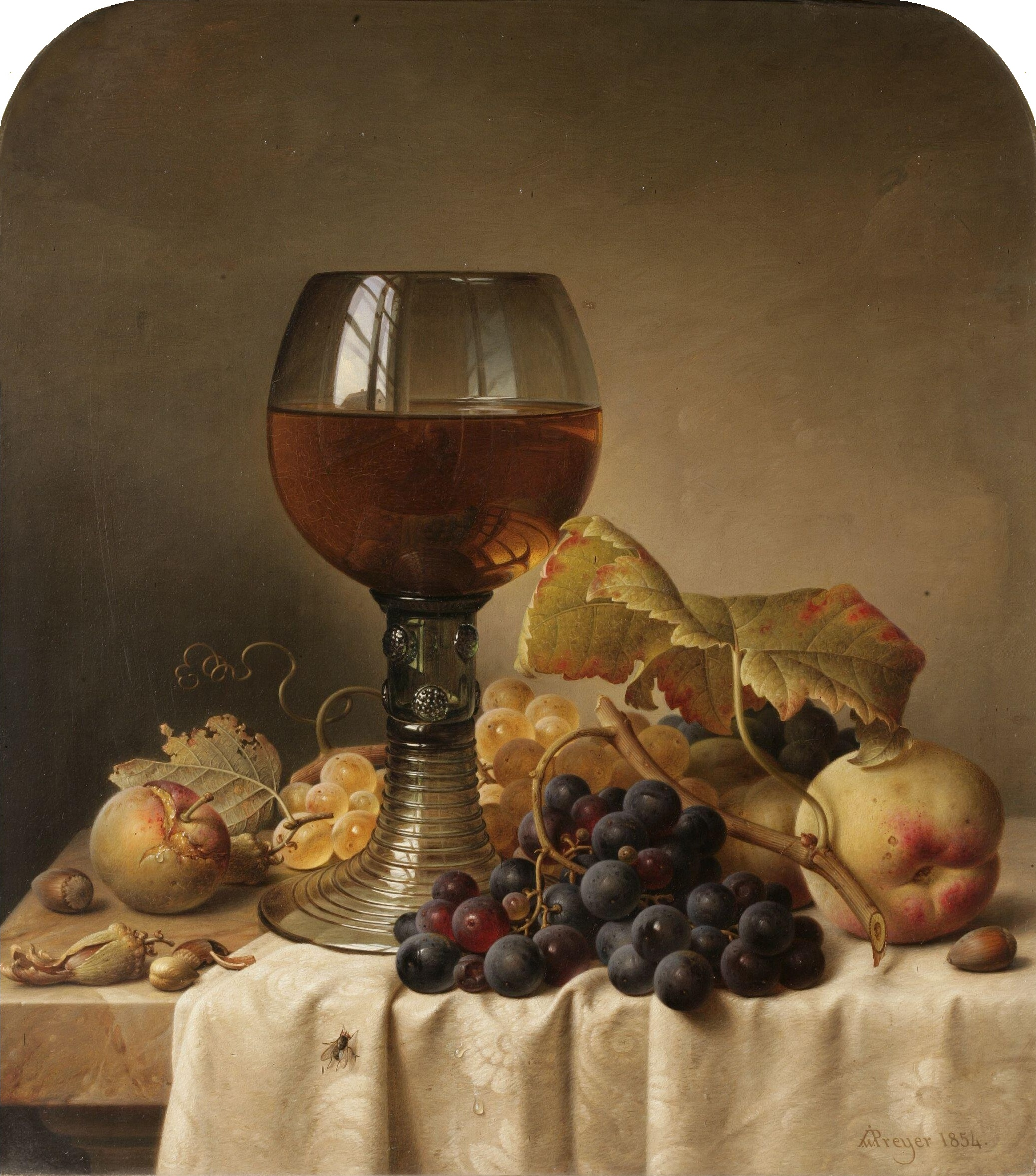
یوهان ویلهلم پریر، میوه و جام، ۱۸۵۴

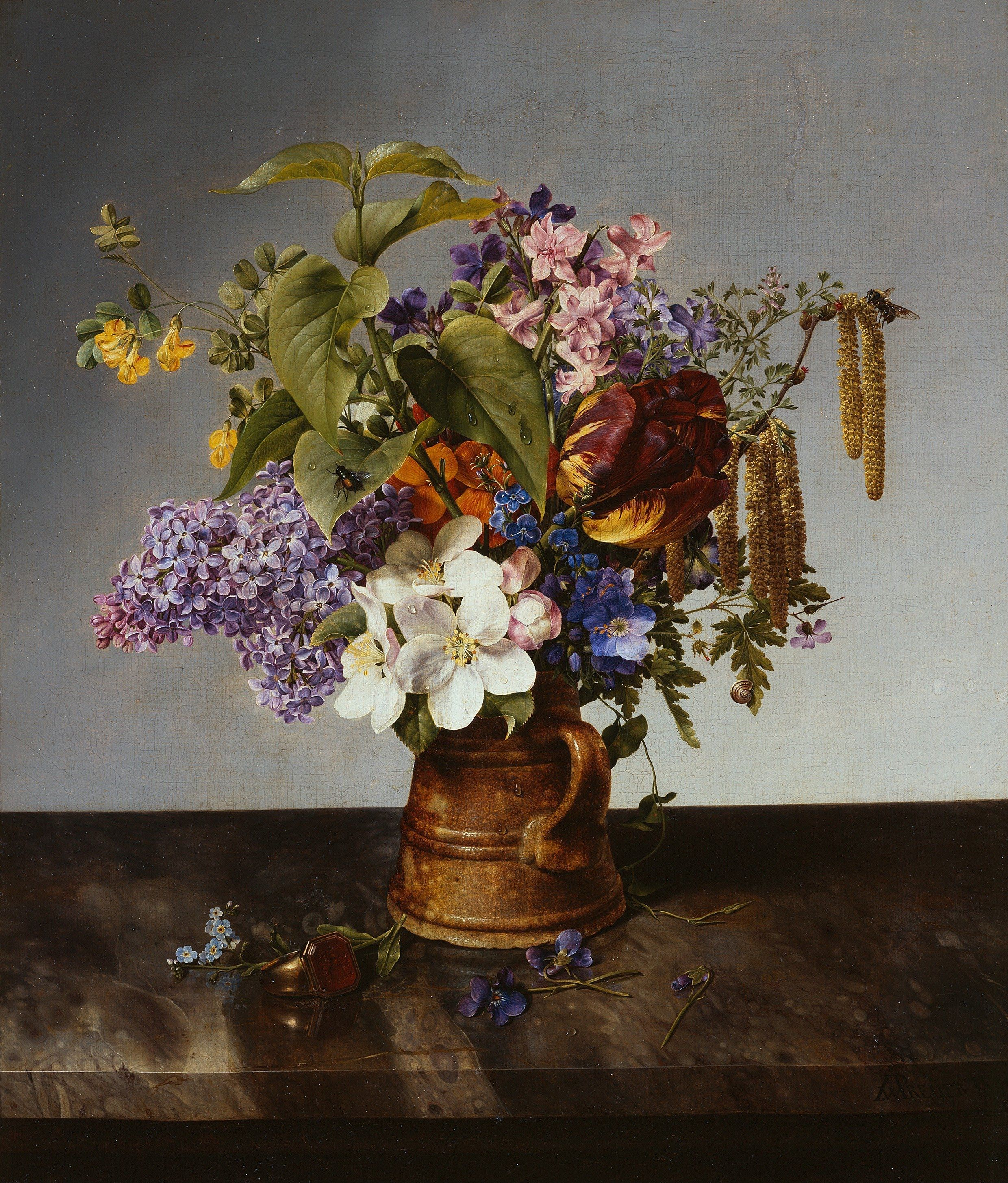
یوهان ویلهلم پریر، دسته گل باغ در یک پارچ، ۱۸۳۱

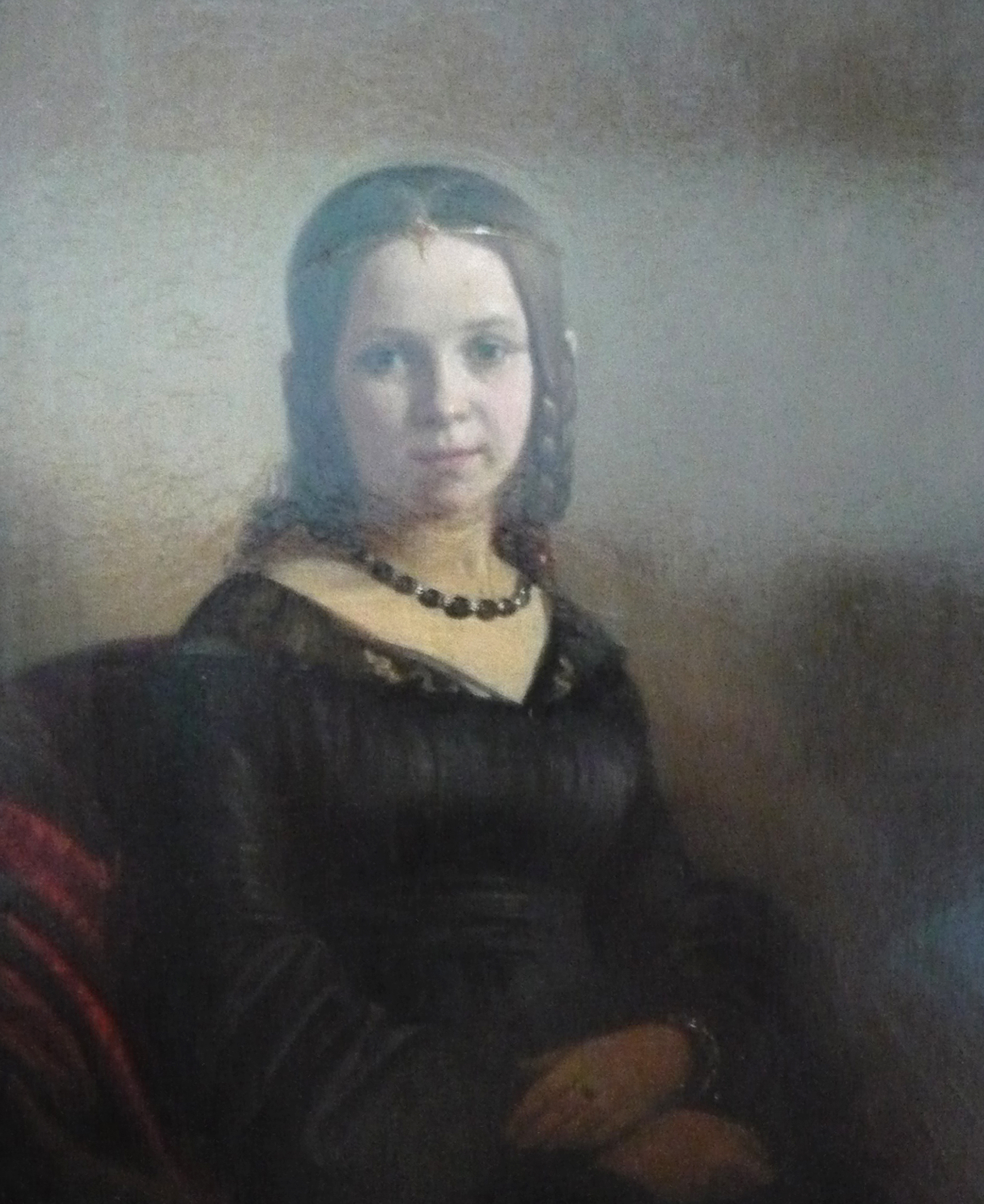
همسر پریر، امیلی، نقاشی شده توسط یوهان پیتر هاسنکلور ۱۸۴۲.

## حرفه هنری
پریر عمدتاً طبیعت بی جان، گل و میوه نقاشی می‌کرد و امروزه یکی از بهترین هنرمندان قرن نوزدهم به حساب می‌آید که به خاطر کارهای جزئی و دقیقش شناخته می‌شود.وی همچنین یکی از اولین کسانی است که اکنون به شاگرد مکتب نقاشی دوسلدورف شناخته می‌شود. بیشتر کارهای او در ایالات متحده است، اگرچه آثاری از او در گالری ملی برلین و سایر نقاط آلمان وجود دارد.
پریر یکی از اعضای بنیانگذار انجمن هنرمندان دوسلدورف در سال ۱۸۴۴ بود. او گه گاه دانش آموزان خصوصی می‌گرفت، که یکی از آنها هلن سرل نقاش آمریکایی بود.

## خانواده
در حدود سال ۱۸۴۴، پریر با امیلی لاچنویتس، خواهر نقاش سیگموند لاچنویتس ازدواج کرد. آنها یک دختر به نام امیلی پریر و یک پسر به نام پال داشتند که هر دو نیز نقاش شدند.

## افتخارات
جاده ای در اشویلر، جایی که پریر در آن بزرگ شد، به افتخار وی در سال ۱۹۷۴ به جاده پریر تغییر نام داده شد. همچنین در شهر زادگاه او ریدیت یک خیابان به نام او وجود دارد.

## سایر منابع
- اشنبروچر، رالف. یوهان ویلهلم پرایر (Stefanlebenmaler) یوهان ویلهلم پرایر (۱۸۰۳–۱۸۸۹). اشتادارچیف، 1992 ISSN 0175-4793.
- ویس، زیگفرید و هانس پافراث (ویراستاران)) Preyer: Johann Wilhelm 1803-1889 und Emilie 1849-1930: Mit den Werkverzeichnissen der Gemalde von Johann Wilm und Emilie Preyer. کلن: ویناند ورلاگ، ۲۰۰۹شابک ‎۹۷۸-۳-۸۶۸۳۲-۰۰۳-۹.